# Trasa statyczna
Trasa statyczna – termin z dziedziny sieci komputerowych. Trasę nazywamy statyczną wtedy, gdy jest ona dodana ręcznie przez administratora do tablicy trasowania. Trasa statyczna charakteryzuje się najniższą wartością odległości administracyjnej. W przypadku gdy uruchomiony jest mechanizm dynamicznego trasowania trasa statyczna zawsze wybierana jest jako ta o najlepszej wiarygodności. Trasy statyczne często stosuje się w małych sieciach lub w przypadku gdy największą wagę przywiązuje się do bezpieczeństwa przepływu danych w sieciach. Wadą tras statycznych jest brak reagowania na uszkodzenia tras.